# Frédéric Tuscan
Frédéric Tuscan (ur. 19 lutego 1979) – francuski wspinacz sportowy. Specjalizował się w boulderingu oraz we wspinaczce klasycznej. Wicemistrz świata we wspinaczce sportowej w konkurencji boulderingu z 2001.

## Kariera sportowa
W zawodach wspinaczkowych, które odbyły się we szwajcarskim Winterthurze w 2001 wywalczył srebrny medal mistrzostw świata we wspinaczce sportowej w konkurencji boulderingu.
Uczestnik, prestiżowych, elitarnych zawodów wspinaczkowych Rock Master we włoskim Arco, gdzie w 2000 roku w prowadzeniu zajął siódme miejsce.

## Osiągnięcia

### Mistrzostwa świata
| Konkurencje | 2001 |
| Bouldering  | 2    |

### Mistrzostwa Europy
| Konkurencje | 2002 |
| Bouldering  | 7    |

### Rock Master
| Konkurencje | 2000 |
| Bouldering  | 7    |